# Elasto Mania
Elasto Mania — комп'ютерна гра, 2D-симулятор мототріала, випущений у 2000 році угорським програмістом Балажем Рожа (Balázs Rózsa) і його братом Чабою Рожа (Csaba Rózsa). Особливість гри — добре розроблена фізична модель мотоцикла.
Elasto Mania є переробкою під Windows гри Action SuperCross (1997). Всього випущено 4 офіційні версії і 4 неофіційні, розроблені фанатами гри. Разом з грою постачається редактор рівнів, який стає доступним після проходження п'яти рівнів, не рахуючи пропущених.

## Ігровий процес
Мета гри полягає в тому, щоб зібрати всі «яблука» на рівні, а потім доторкнутися до «ромашки», зробивши це якомога швидше. Ігровому персонажу — мотоциклісту — доступні такі, закріплені за певними клавішами, дії:
- прискорення,
- гальмування,
- різке потягування руками — призводить до підняття переднього колеса і «перекидання» байка назад (вольт назад),
- поштовх руками — призводить до «просідання» байка на переднє колесо і підняття заднього (вольт вперед),
- переворот — призводить до перевороту з більшою швидкістю ніж «поштовх руками», але тільки в один бік (за годинниковою стрілкою) (натисканням вліво + вправо), супервольт. Це складний прийом, який полегшується використанням патчу alovolt,
- розворот (наліво-направо).

Торкання колесами або шоломом до покритої шипами перешкоди, що обертається, а також шоломом до землі або стіни призводить до «загибелі» мотоцикліста і перезапуску рівня.
Гра приваблює своєю простотою і витонченістю. За видимою легкістю правил приховується досить складна начинка.

## Схожі ігри
- X-Moto
- Gravity Defied — J2ME аналог
- MotoGear — Symbian аналог